# Pygolampis bidentata
Espèce
Pygolampis bidentata est une espèce de punaises de la famille des Reduviidae.

## Répartition et habitat
Pygolampis bidentata se rencontre en Europe (Autriche, Belgique, Espagne, Finlande, France, Grèce, Italie, Pologne, Portugal, Royaume-Uni, Suède, Ukraine) mais est absente d'Irlande du Nord. Elle est observée également en Asie (Chine, Corée du Sud, Japon, Kazakhstan, Russie),. 
Cette punaise est présente dans les milieux frais et humidee entre mars et octobre. 

## Description
Pygolampis bidentata mesure entre 12 et 15 mm. Son corps est allongé et d'une couleur gris brunâtre .

## Mode de vie
La nourriture est composée de gros insectes, comme des sauterelles. Les punaises adultes et les nymphes hivernent.

## Systématique
Le nom valide complet (avec auteur) de ce taxon est Pygolampis bidentata (Goeze, 1778).
L'espèce a été initialement classée dans le genre Cimex sous le protonyme Cimex bidentatus Goeze, 1778.
Pygolampis bidentata a pour synonymes :
- Acanthia denticulata Rossi, 1790
- Cimex bidentatus Goeze, 1778
- Pygolampis bifurcata (Gmelin)
- Pygolampis cortesae Dispons, 1970
- Pygolampis denticollis (Rossi)
- Pygolampis denticulata (Rossi, 1790)
- Pygolampis spinicollis (Hahn)